# Very Large DataBase
Very Large DataBase (VLDB) est une base de données contenant plus de 1 téraoctet de données.